# 物部大前
物部 大前（もののべ の おおまえ、生没年不詳）は、記紀に伝わる古代日本の豪族。物部小前は弟にあたる。

## 経歴
『先代旧事本紀』によれば、麦入宿禰連公の子で、物部小前の兄である。饒速日命12世の孫とされる。
『日本書紀』の所伝によると、仁徳天皇没後の皇位争いで、住吉仲皇子（履中の弟）が太子（後の履中天皇）に対して反乱を起こした際、大前は平群木菟・阿知使主と共に、住吉仲皇子に襲われた太子を救出し、馬に乗せて逃げたという。その後、3人は瑞歯別皇子（後の反正天皇）の仲皇子討伐に従ったが、仲皇子を殺した刺領巾については、自分たちにとっては大功だが主君には慈悲がないとして殺害している。
また、允恭天皇の死後、穴穂皇子（後の安康天皇）と対立していた木梨軽皇子が密かに挙兵するが、穴穂皇子が応戦したため、大前の館に逃げ込んだ。しかし、木梨軽皇子は穴穂皇子に包囲され、大前の館で自害したという。